# Erhan Demirci
Erhan Demirci (Beringen, 14 januari 1983) is een Vlaams stand-upcomedian.  

## Biografie
Hij groeide op in Ham en studeerde in Brussel. In 2010 kreeg hij de juryprijs van de 123 Comedy Award. Hij toerde hij met het comedycollectief Hakims of Comedy. Nadien speelde hij drie seizoenen lang het voorprogramma van Han solo bedankt!. 
In 2016 bracht hij zijn eerste eigen avondvoorstelling Komt goed!. Ondertussen had hij zijn tweede, voor hem succesvolle, show Wa make?.
Met zijn twee shows is hij in De Standaard verschenen. Wat later brengt hij Doe rustig! (2021-2022).
Regelmatig verschijnt hij in Knack Focus een actua-strip met Erhan in de hoofdrol. Hij speelt ook Arun, de vader van Gamil en Noortje in de Ketnetserie 4eVeR.